# Éclépens
Éclépens é uma comuna da Suíça, situada no distrito de Morges, no cantão de Vaud. Tem 5,81 km² de área e sua população em 2018 foi estimada em 1.212 habitantes.